# Pere Maça i de Liçana
Pere Maça i de Liçana (? - Catània, Sicília, 1394) fou un militar valencià al servei de Pere el Cerimoniós, Joan el Caçador i Martí l'Humà, fill de Pere III Maça i Blanca de Liçana i de Luna.
Lluità en la guerra dels dos Peres i, després en la revolta de Sardenya. Ric home del regne d'Aragó, com a senyor de Liçana assistí a les corts de Saragossa en 1380. Joan el Caçador el nomenà majordom de palau i, més endavant, almirall de l'Armada de València que la ciutat armà per a servir el rei en la guerra contra els sards i els genovesos, el 1392; l'any següent lluità contra els rebels de Sicília, que foren sotmesos al rei Martí. Es casà amb Isabel Cornell i de Luna.
Entre els anys 1397 i 1938 acompanyà a Ramon de Perellós en el seu viatge al Purgatori de Sant Patrici, a Irlanda, del que posteriorment Perellós deixaria testimoni en el seu llibre Viatge al Purgatori. Perellós l'ordenà cavaller just abans de l'entrada al purgatori. Durant aquest viatge, visitaren la cort pontifícia d'Avinyó i les corts dels reis de França i Anglaterra.